# 托森式限滑差速器

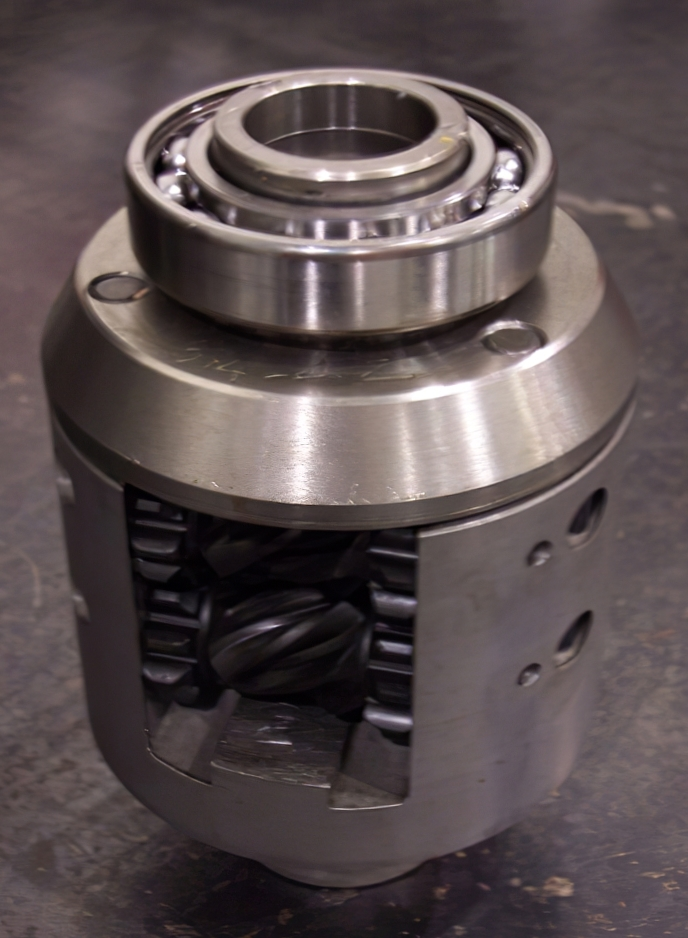
托森式限滑差速器

托森式限滑差速器（Torsen），取自英文Torque-Sensing（即扭矩感應）。它由美國人Vernon Gleasman發明並由Gleason公司製造生產的車用限滑差速器，發明者Vernon Gleasman於1958年註冊了其專利權。

## 應用
托森式限滑差速器可應用在車輛的一點或多點上:
置中 — 使用在全驅動(AWD)車輛上，裝置於傳動軸中間以分配適當扭力。
後方 — 使用在四輪傳動或後驅動車輛上，裝置於後方左右兩輪間來做扭力分配。
前方 — 使用在四輪傳動或前驅動車輛上，裝置於前方左右兩輪間來做扭力分配。

四輪傳動車輛有時會使用一到三個托森式限滑差速器

## 結構及原理
有別與其他類型的扭矩感應式限滑差速器，托森式限滑差速器主要使用渦型齒輪及蜗杆齿轮啮合系统來代替離合器片或者錐型齒輪，托森式限滑差速器的渦型齒輪及蜗杆齒輪啮合系统中包括左右兩個蜗型齒轮及左右兩個蜗杆齒輪，它們之間相互咬合並且可以在扭矩单向地从渦型齒輪传送到蜗杆齒輪的時候实现差速锁止的功能，從而達到限滑的目的。
当车辆直線行駛的时候，左右側車輪沒有轉速差，差速器壳转动，带动兩個蜗杆转动，此时兩個蜗杆不自轉，之间也没有相对转动，于是兩側的輸出半軸被渦型齒輪帶動並以同一个速度旋转。而当一侧车轴遇到较大的阻力或另一侧车轴打滑空转的时候，则受阻側一开始静止不动，而差速器壳还在旋转，于是带动這一側蜗杆齒輪沿着此側輸出半軸轉动，這一側的蜗杆齒輪轉动的同时又带动另一側蜗杆齒輪的旋转，但是另一側蜗杆蜗杆齒輪与另一側的輸出半軸有自锁的效果，所以這一側的蜗杆齒輪轉動並不能带动另一側的輸出半軸转动，迫使另一側蜗杆齒輪停止轉動，同時也使得這一側的蜗杆齒輪只能随着差速器壳的转动带动此側半軸進行旋转，即将扭矩分配给了受阻側的车轴，车辆得以脱困。

## 優點與缺點
托森式限滑差速器是一種全自動純機械式的限滑差速器，非常可靠耐用，並且反應迅速，從某些角度來說，是一種非常均衡的設計。其能夠在非常短的時間裡對驅動輪之間產生的扭矩差提供響應，調整扭矩輸出以解決輪差的問題，而且鎖止特性也非常線性，並且能夠在一個相對廣泛的扭矩範圍內進行調節，而不受到差速器壳結構空間的影響而限制作用的發揮。
但是托森式限滑差速器與其他的扭矩感應式限滑差速器相比起來結構相對複雜，重量大，造價也相對比較昂貴。

## 使用托森式限滑差速器的車型

### 中央托森差速器(動力分導器)
- 愛快羅密歐Q4四驅系統: 156, 159, 愛快羅密歐Brera
- 奧迪quattro四驅系統:	
  - 奧迪Quattro (from 1987)
  - 奧迪80, 奧迪S2, 奧迪RS2 Avant
  - 奧迪 100 / 奧迪 200 / 奧迪 5000
  - 奧迪Coupé quattro
  - 奧迪A4 quattro, 奧迪 S4, 奧迪RS4
  - 奧迪A5 quattro, 奧迪S5,奧迪RS5
  - 奧迪A6, 奧迪S6, 奧迪RS6
  - 奧迪A8, 奧迪S8
  - 奧迪Q5
  - 奧迪Q7
- 鈴木汽車
  - 鈴木Escudo AllGrip
- 雪佛蘭TrailBlazer SS
- 凌志:	
  - GX
  - LS600h / LS600hL
  - LX
- 荒原路華Range Rover L322
- 紳寶9-7X Aero
- 豐田: 豐田4runner、豐田陸地巡洋艦

### 中央托森差速器(動力分導器) 及 後軸托森差速器
- VW福斯 TOUAREG(2002-)
- 奧迪V8
- VW福斯 AMAROK（2010-)

### 前軸與後軸均托森差速器
- 悍馬 (軍用汽車)H1
- 豐田:
  - GR yaris (2020-)
    - Japan RZ "High Performance"
    - Australasia "Rally Edition"
    - UK "Circuit Pack"
    - EU
    - Singapore/Asia

  - GR Corolla (2022-)

### 前軸托森差速器
- 本田Integra|本田/謳歌Integra Type R
- 愛快羅密歐: GT、147 Q2
- 本田喜美Si (2006-今)
- 福特Focus RS
- 日產Sentra SE-R Spec-V
- 鈴木Escudo FWD (2014-今)
- 羅孚200 Coupe Turbo、200 BRM/LE、220 Turbo、420 Turbo、620 Ti
- 本田Accord Type R
- 速霸陸Impreza WRX STI
- 福特F-150 SVT Raptor
- 沃爾沃850 T5-R

BMW 128ti

### 後軸托森差速器
- 奧迪V8
- 奧迪R8
- VW福斯 AMAROK（2010-)
- VW福斯 TOUAREG (2002-)
- 愛快羅密歐: 155 Q4, 164 Q4
- BMW Z3
- 雪鐵龍BX 4x4
- 標致405 4x4
- 福特Ranger FX4（2002）、福特Ranger FX4（2003-2008）
- 本田S2000
- 現代Genesis Coupe
- 藍旗亞Delta Integrale
- 凌志IS-F, 凌志LFA
- 馬自達: MX-5（1994-2005）、RX-7、RX-8
- 日產 Silvia S15 SpecR
- 日產 Skyline R34 GTT, 25GT-X, 25GT-V
- 斯巴魯Impreza WRX STI (2007–2011)
- 豐田Celica GT-Four、豐田Supra
- 斯巴魯Legacy spec-B
- 福特Mustang Boss 302 Laguna Seca Edition
- 豐田86（2013）
- 斯巴魯BRZ（2013-2017）
- Mazda MX-5